# 문간방 여자
《문간방 여자》는 1996년 5월 10일에 MBC에서 방영한 베스트극장이다.

## 줄거리
중소기업체 총무과 과장인 남편과 억척스러운 성격을 가진 아내는 마침내 서울 변두리에 집을 장만하고 문간방에 세를 놓기로 결심한다. 문간방에 신혼부부가 이사를 오게 되는데 젊은 새댁의 미모와 생활방식 때문에 아내는 남편이 신경쓰이고 경계심이 생겨난다. 아내의 견제와 의심은 행동으로 표출되고 새댁에 대해 심리적인 복수를 펼쳐보인다.

## 등장 인물

### 주요 인물
- 김창완 : 이 과장 역
- 조양자 : 이 과장의 아내 역
- 김지영 : 새댁 역
- 조명연 : 새댁의 남편 역
- 이수나 : 동네 반장 역

### 그 외 인물
- 경인선 : 이 과장의 딸 역
- 이성재 : 새로 이사 온 문간방 남자 역
- 김하림
- 임윤진
- 곽민승